# Джон-Генкок-центр
Джон Генкок Центр (англ. John Hancock Center) — 100-поверховий хмарочос у Чикаго, США. Названий на честь державного діяча США Джона Генкока. Збудований у 1969 році, на сьогодні є 5-м за висотою хмарочосом у США та 18-м у світі. В будинку розташовані офіси, ресторан та близько 700 квартир, він є найвищим житловим будинком в США. Хмарочос носить назву компанії John Hancock Mutual Life Insurance, котра є його власником.
На 95-поверсі розташований ресторан "The Signature Room on the 95th Floor". На 44-поверсі розташований найвищий, критий плавальний басейн в Америці. Обсерваторія Генкок Центру, котра розташована на 94-му поверсі є конкурентом обсерваторії хмарочоса Сірз Тауер.